# Opuntia matudae
El nopal cuaresmeño (Opuntia matudae) es una planta perteneciente a la familia de los cactos (Cactaceae). 

## Clasificación y descripción
Arbustivo, de 1.5-4.5 m de altura, copa extendida. Tronco: definido, ancho, escamoso, sin espinas. Cladodios: angostamente obovados, con podarios elevados, de 20-25 x 10-15.5 cm, verde azuloso algo grisáceos, con manchas purpúreas alrededor de las aréolas. Aréolas dispuestas en (9-)13-14 series, distantes ca. 2 cm entre sí; con fieltro grisáceo negruzco. Glóquidas 2-3 mm de largo, castaño rosadas. Espinas: 1-8, generalmente en todas las aréolas, desiguales, de 0.7-3.5 cm de largo, muy delgadas, flexibles, las inferiores reflejas, algunas torcidas, con la base doblada, la mediana o la superior más largas, generalmente entrelazadas las unas con las otras, las superiores porrectas, divergentes, de color blanco grisáceo o amarillento, con el ápice translúcido. Cladodios juveniles con podarios elevados y manchas rojas bajo las aréolas; con escama basal roja, caduca. 
Epidermis glabra a simple vista, pero al microscopio electrónico de barrido se observan papilas digitiformes y estomas paracíticos dispuesto en el ápice de una papila. Flores 5-7 x 8 cm de diámetro en la antesis, amarillo brillantes con manchas rojas, pasando con el tiempo a rosado; pericarpelo tuberculado, obovado con 6-7 series de aréolas, fieltro dispuesto a su alrededor, con escama basal roja y glóquidas centrales rojizas, en algunas aréolas hay 1-2 cerdas rojizas; segmento exterior del perianto subulados, rojos pasando a anchamente espatulados, ápice cortamente mucronado y bordes enteros; segmentos interiores espatulados, ápice mucronado y bordes dentados, amarillos con tintes verdosos; filamentos verdosos, muy cortos y anteras blancas; estilo cuneiforme, lóbulos del estigma 7-8 verdoso pasando a castaño.
Granos de polen: poliédricos, periporado, suprareticulado, semitectados, de 174 (-167) 160 μm de diámetro, poros 12-13, muros verrugosos con membrana interior escabrosa, exina de ca. 11μm de espesor, endexina mucho más delgada que la ectexina. Frutos ("xoconostle") elipsoides a piriformes, de 2.5-4 x 1.5-2.5 cm, externamente verde purpúreos y pulpa rosa rojiza; aréolas con manchas púrpuras, sin espinas, con lana grisácea y glóquidas centrales castaño rojizas, fieltro grisáceo alrededor de la aréola, espinas ausentes; paredes anchas ácidas, comestibles; cicatriz umbilical profunda. Semillas lenticulares, de ca. 4 x 3 mm y 2 mm de espesor, blanquecinas con tonos rosados, arilo lateral de ancho irregular; taza del hilo lateral, poco profunda; funículos secos dispuestos en el centro del fruto.

### Características distintivas para la identificación de esta especie
Planta arbustiva, .5-4.5 m. Tronco ancho. Cladodios: angostamente obovados, con podarios elevados, verde-azulosos algo grisáceos, con manchas purpúreas alrededor de las aréolas. Aréolas en 13-14 series, con fieltro grisáceo negruzco. Glóquidas castaño-rosadas. Espinas 1-8, muy delgadas, flexibles, blanco-grisáceas o amarillentas, ápice translúcido. Epidermis glabra pero al MEB se observan papilas o verrugas. Flores amarillo brillantes con manchas rojas, pasando con el tiempo a rosado. Frutos elipsoides a piriformes, verde-purpúreos, sin espinas, lana grisácea y glóquidas centrales castaño rojizas.

## Distribución
Zacatecas, Aguascalientes, San Luis Potosí, Guanajuato, Querétaro, Tlaxcala, Morelos y Puebla.

## Ambiente
Macroclima, Bs1 seco o árido promedio anual de precipitación de 600 mm. Hábitat, crece en suelos derivados de rocas volcánicas con afloramientos de caliche Altitud: 1710 a 2600 m s. n. m. Tipo de vegetación, matorrales xerófilos. Fenología, florece de abril a junio y los frutos persisten sobre los cladodios durante muchos meses, hasta ser cosechados.

## Estado de conservación
Especie no considerada bajo ninguna categoría de protección de la NOM- 059- ECOL-SEMARNAT- 2010.